# Kaga (Schiff, 1928)
Die Kaga (jap. 加賀) war ein Schiff der ehemaligen kaiserlich-japanischen Marine. Benannt war sie nach der ehemaligen Provinz Kaga, die heute Teil der Präfektur Ishikawa ist. Sie wurde zunächst als Schlachtschiff geplant und gebaut, dann zum Flugzeugträger umgebaut und war schließlich eine der Schlüsseleinheiten der Kaiserlichen Marine im Pazifikkrieg, bis sie 1942 versenkt wurde.

## Bau und Umbau

### Schlachtschiff

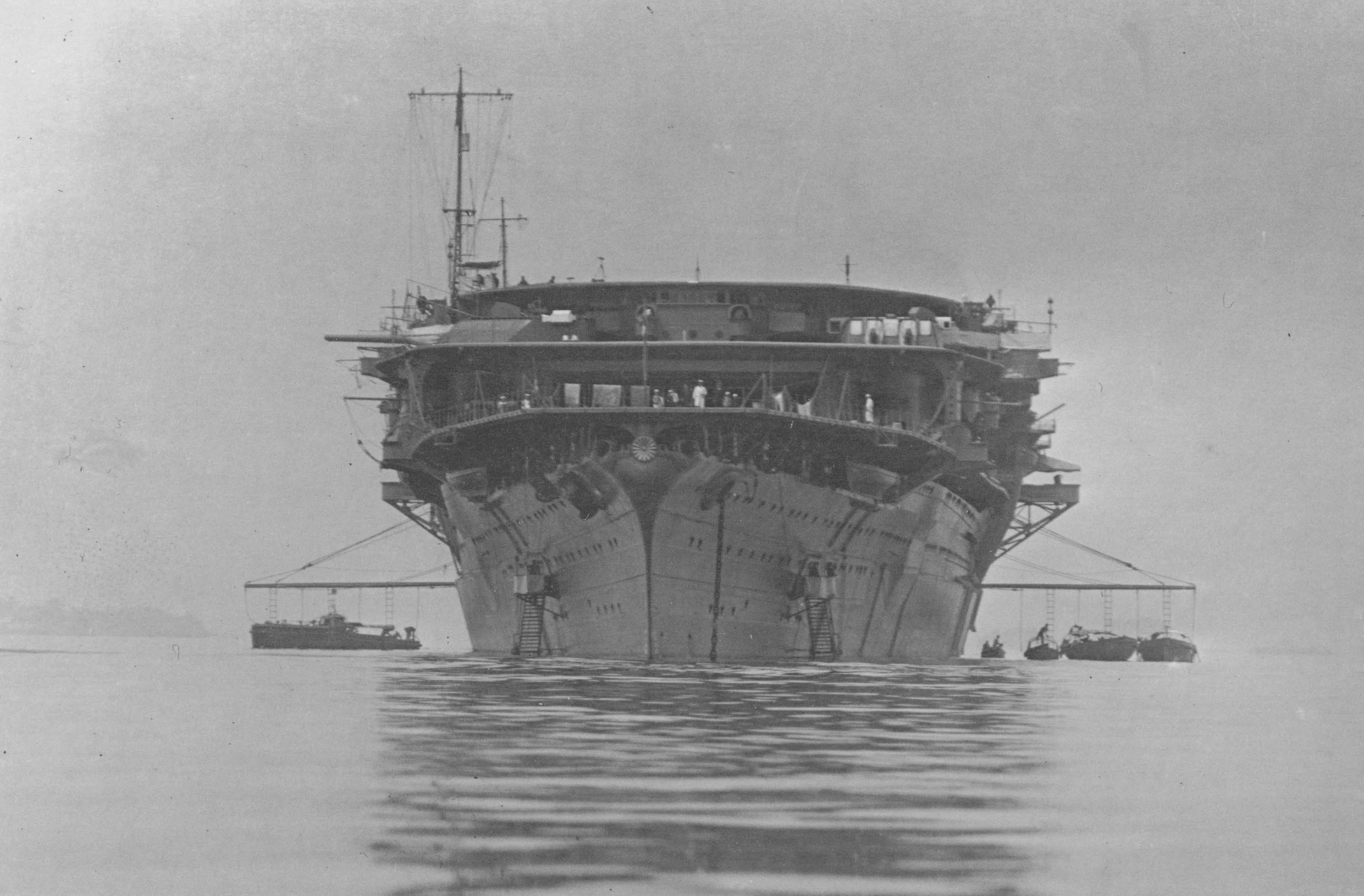
Die Kaga um 1930, noch mit kurzem Landedeck und zwei darunter gelegenen Abflugdecks. Die beiden Zwillingstürme mit den 20-cm-Geschützen sind an den Seiten des mittleren Decks zu erkennen, dazwischen, an der Unterseite des Landedecks, befindet sich die Kommandobrücke.

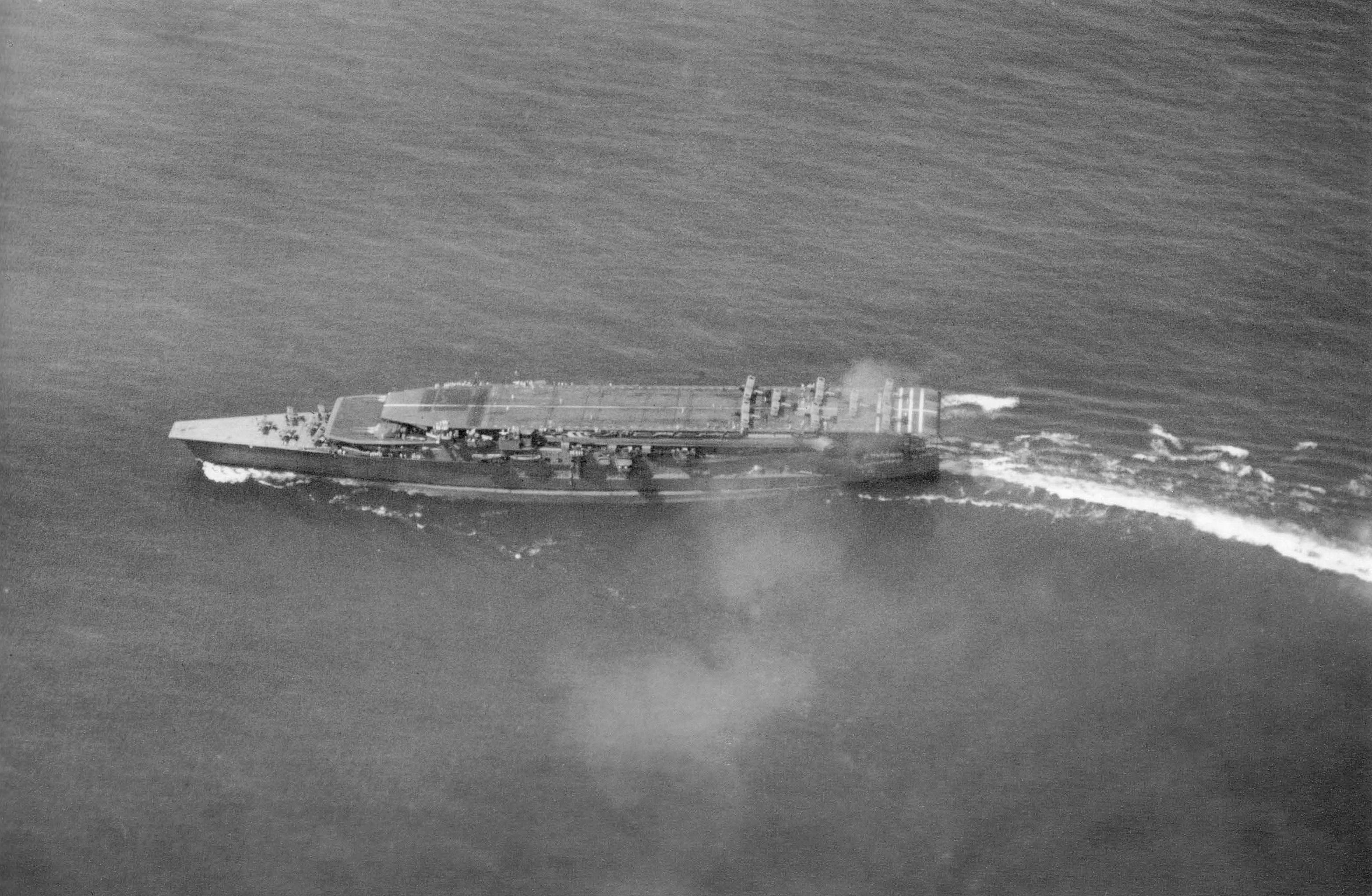
Die Kaga um 1930, mit acht Mitsubishi B1M startbereit auf dem oberen Flugdeck. Einige A1N-Jagdflugzeuge sind auf dem unteren Abflugdeck zu erkennen.

Die Kaga war der erste große japanische Flugzeugträger. Geplant und gebaut wurde sie jedoch zunächst als Schlachtschiff der Tosa-Klasse. Sie sollte zehn 410-mm-Geschütze in fünf Zwillingstürmen tragen und nach ihrer Fertigstellung eine Normalverdrängung von 40.000 tn.l aufweisen.
Ihr Bau begann im Sommer 1920 auf der Werft von der Kawasaki-Schiffswerft in Kōbe, der Stapellauf folgte am 17. November 1921. Mit der Unterzeichnung des Flottenvertrages von Washington 1922 verzichtete Japan jedoch auf den Bau der Schlachtschiffe der Tosa-Klasse; im Gegenzug wurde erörtert, ob die beiden im Bau befindlichen Schlachtkreuzer der Amagi-Klasse zu Flugzeugträgern umgebaut werden könnten. Die japanische Delegation erklärte gegenüber den Vertragspartnern von Washington, dass die Schiffe ein Gewicht von 26.900 tn.l im Ladezustand der Standardverdrängung hätten, anstelle der über 30.000 tn.l die sie tatsächlich verdrängten, so dass sie die vertragliche Gewichtsgrenze für einen Flugzeugträger von 27.000 tn.l. gerade unterschritten. Japan wurde daraufhin der Umbau der Schiffe zugestanden, wenn im Gegenzug die Schlachtschiffe Kaga und Tosa verschrottet würden. Als die Amagi jedoch 1923 beim Kantō-Erdbeben auf der Helling zerstört wurde, beschloss man die Kaga an ihrer Stelle dem Umbau zu unterziehen. Die Amagi wurde nun verschrottet und die Tosa als Zielschiff versenkt.
Der Name Kaga entsprach als alte Bezeichnung einer japanischen Provinz dann auch der Benennung von Schlachtschiffen, während der der Akagi auf einen Berg zurückging, wie bei Schlachtkreuzern und Schweren Kreuzern der kaiserlichen Marine üblich.

### Umbau
Die Kaga wurde nach Yokosuka geschleppt, um sie dort ähnlich dem Amagi-Klasse-Schlachtkreuzer Akagi umzubauen. Die Wahl des Schlachtschiffs Kaga zum Umbau war weniger optimal als der Umbau des Schlachtkreuzers Akagi, da das Schlachtschiff nicht auf die für einen Flugzeugträger erachtete hohe Geschwindigkeit ausgelegt war, sondern stattdessen eine schwere Panzerung trug, wie sie für ein Artillerieduell benötigt wurde. Ihre Maschinenanlage leistete nur 91.000 PS bei 230 Metern Schiffslänge, gegenüber 250 Metern bei 131.000 PS der Akagi. Die kurze Länge führte zu einem ungünstigeren Längen-Breiten-Verhältnis des Rumpfes und in Kombination mit der schwächeren Antriebsleistung konnten so nur rund 27 Knoten erreicht werden.
Die Panzerung des Schlachtschiffentwurfs wurde faktisch halbiert, um die niedrige Spitzengeschwindigkeit durch deren Gewicht nicht noch weiter zu reduzieren. Die Stärke des Gürtelpanzers wurde von 280 auf 152 mm Panzerstahl herabgesetzt und die horizontale Panzerung von 102 auf nur noch 38 mm verringert.
Maschinenanlage und Schiffslänge blieben bei diesem ersten Umbau jedoch unverändert. Man entschloss sich, auf das ehemalige Wetterdeck des Schlachtschiffs einen langen kastenförmigen Aufbau zu setzen, in den drei Decks eingezogen wurden. Alle drei Decks sollten an ihrer Bugseite den Start von Flugzeugen erlauben, aber lediglich das Oberdeck war als durchgehendes Flugdeck auch für Landungen geeignet. Dieses Deck war wegen der geringen Länge der Kaga rund 19 Meter kürzer als das der Akagi.
Problematisch war die Konstruktion der Rauchgasanlage, da die Schornsteine des ursprünglichen Schlachtschiffentwurfs in der Schiffsmitte verbaut waren, aber die Abgase beim Flugzeugträger an der Seite abgeführt werden sollte. So montierte man zwei Rohrkonstruktionen außen an beiden Schiffsseiten unmittelbar unterhalb des oberen Flugdecks, welche die Rauchgase nach achtern leiteten, wo sie dann nach unten in Richtung Wasseroberfläche aus den Schloten gepresst wurden. Auch diese Konstruktion erwies sich als ungünstig, da je nach Windrichtung regelmäßig entweder die Rauchgase der einen oder die der anderen Seite über den hinteren Teil des Landedecks verweht wurden und die Sicht beeinträchtigten.
Wegen der leistungsschwachen Flugzeuge dieser Zeit erschien die Verteidigung des Flugzeugträgers allein durch seine eigenen Flugzeuge nicht ausreichend, so dass man meinte, eine schwere Artillerie zur Selbstverteidigung zu benötigen (wie auch zur gleichen Zeit bei der amerikanischen Lexington-Klasse umgesetzt). Dazu wurden zwei Geschütztürme mit je zwei Geschützen 20 cm L/50 Jahr 3 Nummer 1 an der vorderen Kante des mittleren Flugdecks mit Schussfeld über den Bug und zu den Seiten eingebaut. Weiterhin wurden Teile der Sekundärartillerie der Schlachtschiffkonstruktion behalten, von der man sechs einzelne 20-cm-L/50-Geschütze in Kasematten montierte – je drei an Back- und Steuerbord, etwas achtern der Schiffsmitte. Die 20-cm-L/50-Geschütze konnten 110 kg schwere panzerbrechende Granaten mit einer Kadenz von etwa drei Schuss pro Minute rund 28.000 Meter weit schießen.
Zur Abwehr von Flugzeugen wurden an den Schiffseiten je drei Zwillingsgeschütze des Typs 12 cm L/45 Jahr 10 verbaut. Die Plattformen für diese Waffen waren mehrere Meter unterhalb des oberen Flugdecks montiert, so dass jedes Geschütz nur Luftziele auf seiner Seite des Schiffs beschießen konnte, ein vereinter Angriff aller sechs Zwillingsgeschütze des Schiffes, zumal auf Ziele in großer Höhe, war damit unmöglich. Die 2,9 Tonnen schweren Waffen verschossen 20 kg schwere Granaten, mit denen sie Ziele in bis zu 10.000 Metern Höhe bekämpfen konnten.
Der Umbau nahm viel Zeit in Anspruch, so dass die Kaga erst sieben Jahre nach ihrem Stapellauf als Schlachtschiff im 31. März 1928 als Flugzeugträger in Dienst gestellt werden konnte.
Das Schiff war zunächst mit folgenden Flugzeugmustern ausgerüstet:
- 28 × Mitsubishi B1M, Bomber, 4 × MG, 2 × 240-kg-Bomben oder 1 Torpedo
- 16 × Nakajima A1N, Jagdflugzeug, 2 × MG, 2 × 30-kg-Bomben
- 16 × Mitsubishi 2MR, Aufklärungsflugzeug, 3 × 30-kg-Bomben

## Konflikte mit China und erste Modernisierung

### Erster Einsatz
Die Kaga wurde im Dezember 1931 Flaggschiff der 1. Trägerdivision. Gemeinsam mit der Hōshō war sie in chinesischen Gewässern eingesetzt, um japanische Bodentruppen nach dem Zwischenfall vom 28. Januar 1932 in ihren Kämpfen um Shanghai zu unterstützen. Beide Träger schickten rund 80 Flugzeuge in den Einsatz.
Die Ausschaltung der chinesischen Luftstreitkräfte und die schweren Zerstörungen im Ortsteil Zhabei gehören dabei zu den Einsätzen, an denen die Flugzeuge der Kaga maßgeblich beteiligt waren.

### Modernisierung

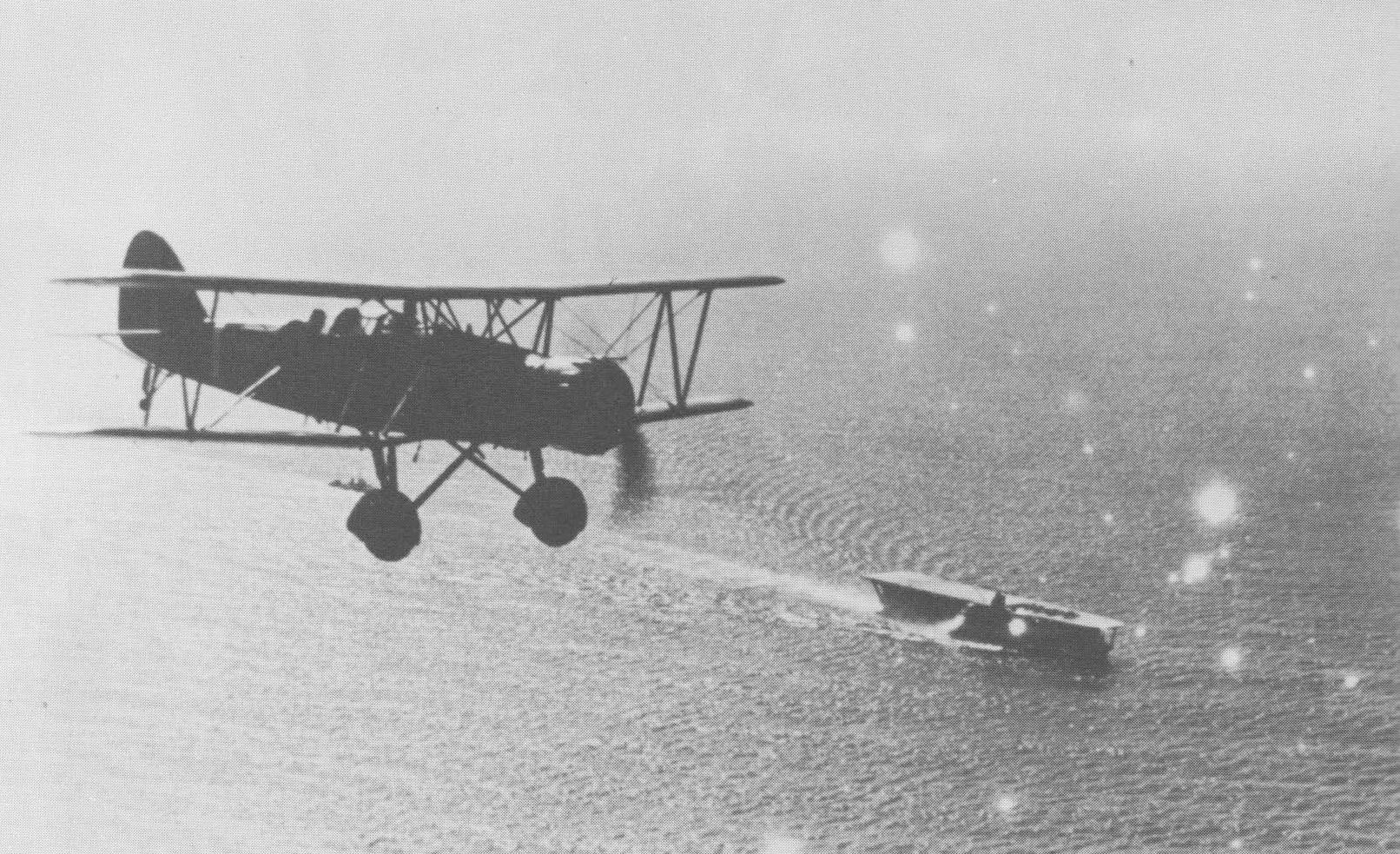
Ein Yokosuka-B4Y-Torpedobomber fliegt während der Auseinandersetzungen mit China 1937 über die frisch modernisierte Kaga

Verbesserungen im Flugzeugbau hatten mittlerweile Modelle mit großer Reichweite, hoher Geschwindigkeit und schwerer Bewaffnung hervorgebracht, die zu einer Neubewertung der bisherigen Trägerdoktrin führten. Die Wahrscheinlichkeit, ein Artilleriegefecht gegen feindliche Schiffe führen zu müssen, nahm nach dieser neuen Auffassung dramatisch ab. Da die Kaga die neuen Flugzeuge mit deren Bedarf einer langen Start- und Landebahn nur unzureichend oder überhaupt nicht einsetzen konnte und ohnehin zahlreiche Mängel aufwies, wurde sie 1934 zu einer grundlegenden Modernisierung in die Werft nach Sasebo geschickt, wo sie vollständig umgebaut wurde. Sie bekam ein Flugdeck, das in voller Länge über den Rumpf lief und so auch für modernere Kampfflugzeuge ausgelegt war. Die beiden Abflugplattformen auf den unteren Decks entfielen, wodurch der Hangarbereich zur Lagerung und Wartung der Flugzeuge vergrößert wurde, sodass die Zahl der mitgeführten Flugzeuge deutlich erhöht werden konnte. Ein weiterer Flugzeugaufzug wurde eingebaut, so dass drei Aufzüge die beiden Hangardecks mit dem Flugdeck verbanden.
Die Antriebsanlage wurde von Kohle- auf Ölfeuerung umgestellt und acht neue Kampon-Kessel verbaut. Die Turbinen wurden ausgetauscht und die Abgasanlage überarbeitet, so dass jetzt nur noch auf der Steuerbordseite zwei kurze Schornsteine die Abgase nach unten in Richtung Wasseroberfläche ableiteten. Um das ungünstige Verhältnis von Schiffsbreite zur Länge zu beheben, wurde der Rumpf der Kaga um 10,30 Meter verlängert. Die Antriebsanlage leistete nun 127.000 PS; das Gewicht der zusätzlichen Anlagen erhöhte jedoch den Wasserwiderstand, so dass sich auch die gemessene Spitzengeschwindigkeit des Schiffs bei Testfahrten im Vergleich zum Zustand vor dem Umbau auf nur 28,34 Knoten verringerte. Die Ölfeuerung und zusätzliche Treibstofftanks für insgesamt 7.600 Tonnen Bunkeröl erlaubten nun einen Fahrbereich von rund 10.000 Seemeilen.
Die Wasserverdrängung stieg von 33.693 auf 38.200 tn.l. im Zustand der Standardverdrängung, in offiziellen Stellungnahmen wurde jedoch weiterhin an den 26.900 tn.l. festgehalten, die beim Vertragsabschluss von Washington angegeben worden waren.
Die Bewaffnung wurde ebenfalls den neuen Bedingungen angepasst: Die beiden Hauptgeschütztürme wurden entfernt und die Sekundärartillerie von drei auf fünf 20,3-cm-Geschütze pro Schiffseite verstärkt. Die sechs 12-cm-L/45-Zwillingsflugabwehrkanonen wurden durch acht Zwillingsgeschütze 12,7 cm L/40 Typ 89 ersetzt, davon zwei geschlossene Typ 89 A1 Modell 2 an der Steuerbordseite hinter den Schornsteinen sowie sechs offenen Typ-89-A1-Lafetten – zwei an der Steuerbordbugseite und vier auf der Backbordseite. Weiterhin wurden elf Zwillingsmaschinenkanonen 25 mm L/60 Typ 96 an den Seiten des Flugdecks installiert.

### Chinesisch-Japanischer Krieg
Im Zweiten Sino-Japanischen Krieg unterstützte die Kaga mit ihren Flugzeugen 1938 Landungen japanischer Truppen in Kanton.

## Pazifikkrieg

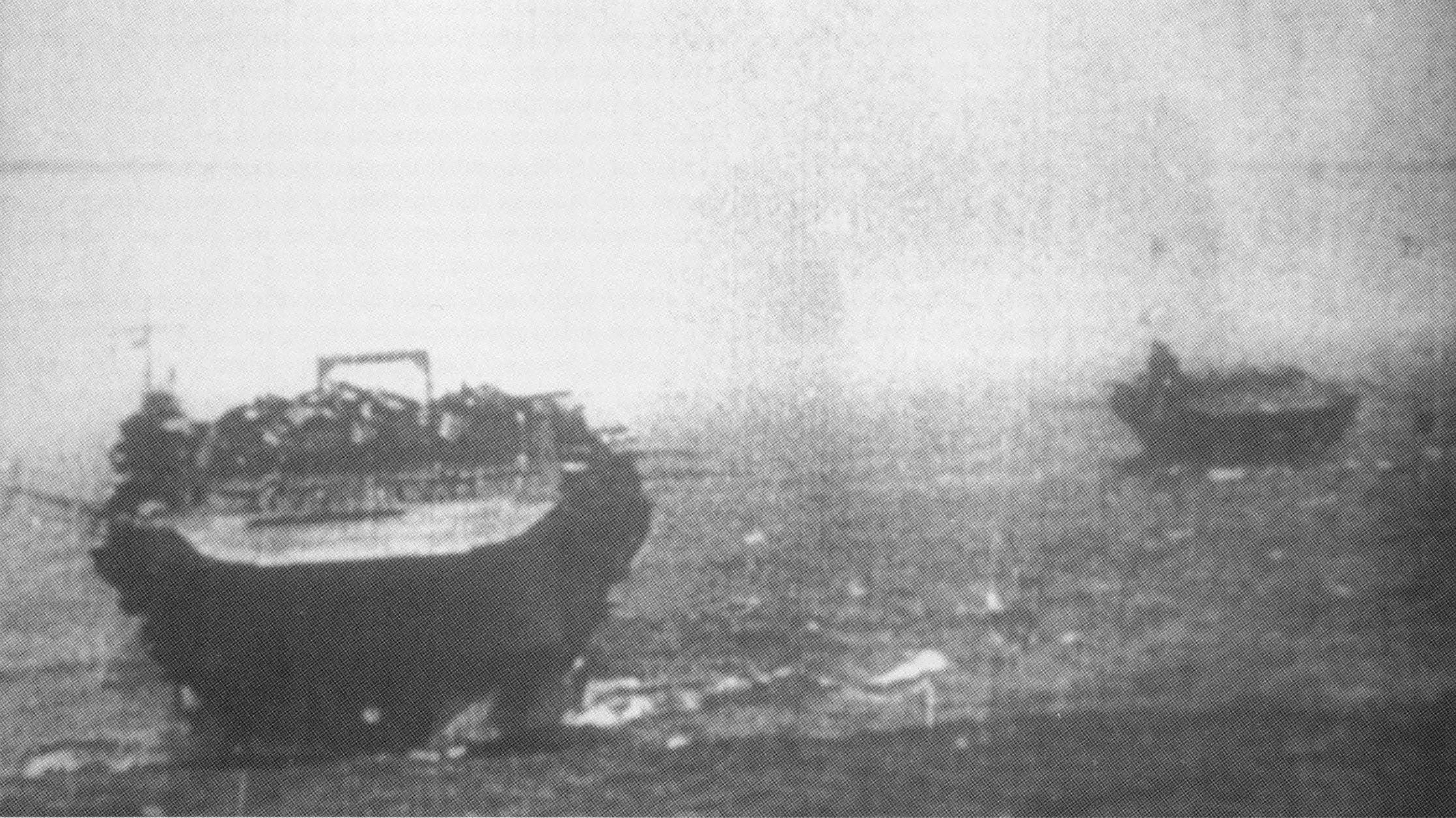
Die Kaga links und die Zuikaku beim Anmarsch auf Pearl Harbor in schwerer See

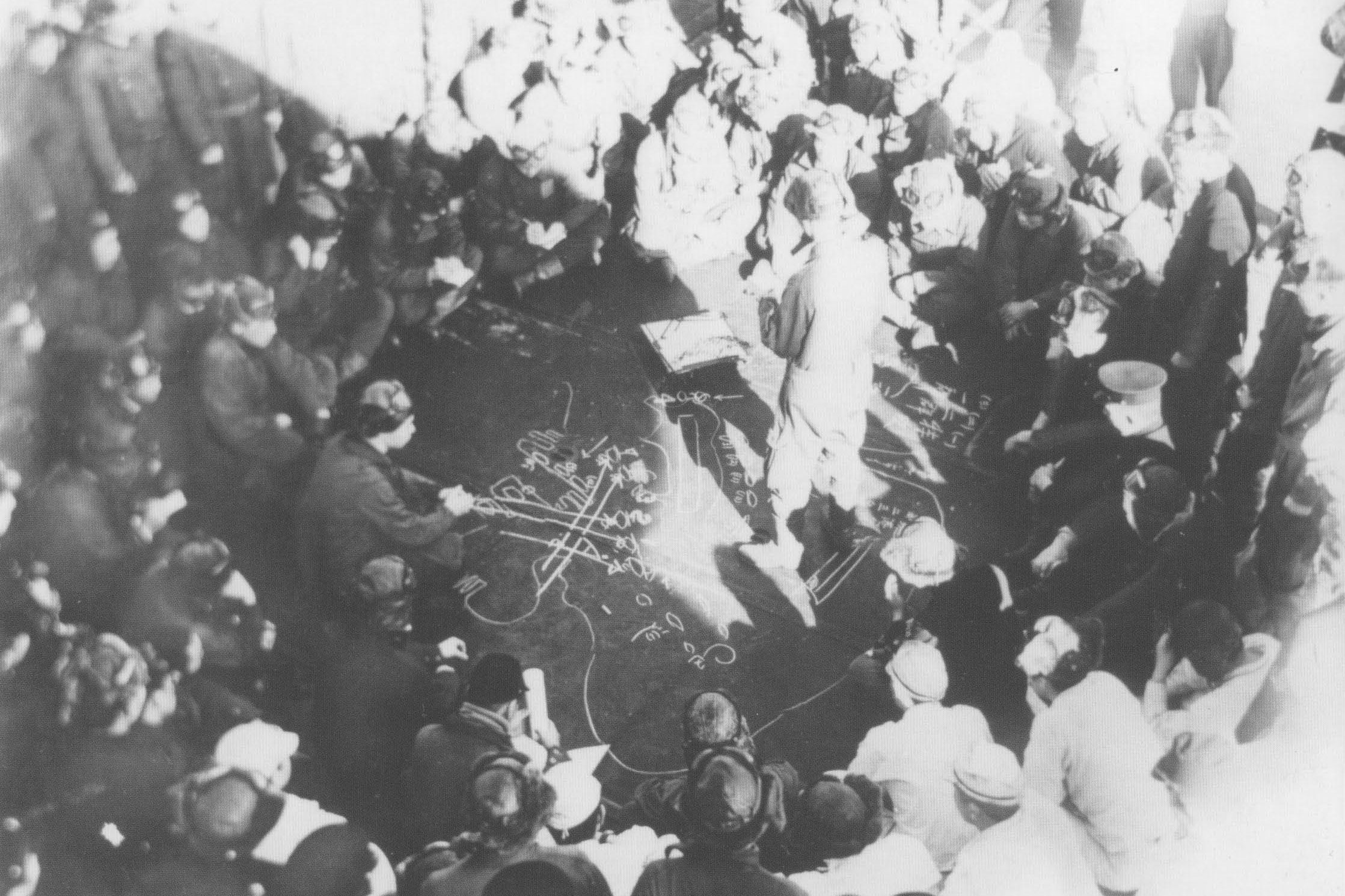
Der Gruppenführer einer der Fliegerstaffeln der Kaga spricht mit seinen Piloten am 6. Dezember 1941 den Angriffsplan auf Pearl Harbor am nächsten Tag durch

Kurz vor dem Ausbruch des Pazifikkrieges war die Kaga mit folgenden Flugzeugmustern ausgerüstet:
- Jagdflugzeuge: „kanjo sentoki“ (kurz: „kansen“): 18 A6M2 Typ 0 Modell 21
- Sturzkampfbomber: „kanjo bakugekiki“ (kurz: „kanbaku“): 27 Aichi D3A Typ 99
- Torpedobomber: „kanjo kogekiki“ (kurz: „kanko“): 27 Nakajima B5N2 Typ 97 und drei Ersatzmaschinen

### Pearl Harbor
Ab 1941 gehörte sie der Kidō Butai an und nahm am 7. Dezember 1941 am Angriff auf Pearl Harbor unter der Führung von Admiral Nagumo Chūichi teil. Die Kaga bildete dabei zusammen mit dem Flaggschiff Akagi die 1. Trägerdivision, die Sōryū und die Hiryū bildeten die 2. Division, während die Shōkaku und die Zuikaku die 5. Trägerdivision formierten.
In der ersten Welle des Angriffs wurden von der Kaga ab 6:00 Uhr neun A6M2-Jagdflugzeuge gestartet, die zunächst Begleitschutz für die Bomber flogen und später Hickam Field angriffen. Weiterhin starteten 26 ihrer B5N2-Bomber in dieser Welle, davon zwölf mit Torpedos, der Rest mit schweren Bomben bewaffnet.
Die zweite Welle des japanischen Angriffs war wieder von neun A6M2 der Kaga gesichert und wieder nahmen auch ihre Bomber am Angriff teil: 26 D3A der 12. Angriffsgruppe unter Leutnant Saburo hoben gegen 7:15 Uhr vom Deck des Trägers ab.
Während des Angriffs auf den amerikanischen Flottenstützpunkt gingen insgesamt 15 Flugzeuge des Trägers verloren. Vier A6M2, fünf B5N2 und sechs D3A mit insgesamt 31 Besatzungsmitgliedern.

### Südpazifik
Zusammen mit der Akagi unterstützte die Kaga anschließend die Invasion von Rabaul im Januar 1942.
Anfang Februar lief sie auf ein Riff bei Palau und musste repariert werden.
Schon am 19. Februar kreuzte sie in der Timorsee, von wo aus sie mit ihren Kampfflugzeugen Darwin in Australien angriff. Dabei versenkten ihre Flugzeuge im Luftangriff auf Darwin acht Schiffe, darunter den US-amerikanischen Zerstörer Peary.
Im März wurde sie bei der Invasion von Java eingesetzt. An den Operationen im Indischen Ozean konnte die Kaga nicht teilnehmen, da sie zur Behebung ihrer Beschädigungen die Marinewerft Sasebo anlaufen musste.

### Midway
Anfang Juni 1942 nahm sie zusammen mit den Trägern Akagi, Sōryū und Hiryū an der Schlacht um Midway teil. Nachdem ihre Flugzeuge einen Angriff auf Midway geflogen hatten, wurde die Kaga am 4. Juni 1942 gegen 10:22 Uhr von angreifenden Sturzkampfbombern der Enterprise bombardiert. Insgesamt griffen 28 Maschinen vom Typ Douglas SBD Dauntless der Staffeln VB-6 und VS-6 die Kaga an und erzielten mindestens fünf Treffer. Da die Flugzeuge der Kaga zum Angriff auf die amerikanischen Träger vollgetankt und bewaffnet im Hangar bereitstanden, kam es zu unkontrollierbaren Explosionen und Feuern. Die Schäden waren so groß, dass die Kaga noch am selben Tag um 19:25 Uhr sank. Zwei japanische Zerstörer konnten Überlebende an Bord nehmen, doch 814 Besatzungsmitglieder starben.
Viele Jahre lang galt es als sicher, dass die Kaga nach der Bombardierung gegen 14 Uhr von dem amerikanischen U-Boot USS Nautilus torpediert und versenkt worden sei. Diese Auffassung hielt sich in vielen Büchern über die Schlacht um Midway. Nach dem Krieg konnte jedoch anhand von Zeugenaussagen japanischer Besatzungsmitglieder nachgewiesen werden, dass zwar ein Torpedo die Kaga traf, jedoch nicht explodierte.

## Wrack
Der von den Japanern gemeldete Untergangsort lag bei 30° 23′ N, 179° 17′ W.
Im September 1999 gelang es einem gemeinsamen Team des Naval Oceanographic Office und von Nauticos nicht, die Kaga zu lokalisieren. Vor Midway entdeckten sie jedoch Wrackteile der Kaga in 5.200 Metern Tiefe. Von Bord der USNS Sumner aus wurden Sonarbilder und Videos der Trümmerteile erstellt. Eine Expertengruppe, darunter Jon Parshall, Tony Tully, und David Dickson von combinedFleet.com identifizierten ein Wrackteil als den vorderen Teil der Steuerbordseite des oberen Hangardecks der Kaga. Zu erkennen sind noch zwei Geschützstände und Teile des Beobachtungsdecks.
Das Hauptwrack wurde im Oktober 2019 von der Besatzung des Forschungsschiffs Petrel entdeckt. Das Schiff war nach deren Analyse mit Bug voran 4.800 Meter gesunken, bevor es mit hoher Geschwindigkeit auf den Meeresboden aufschlug und einen Krater und ein Trümmerfeld produzierte.

## Besatzung
Die Besatzung hatte 1937 Stärke von bis zu 1.708 Mann. Diese setzte sich zusammen aus 77 Offizieren, 42 Spezialisten, 58 Deckoffizieren (Warrant officers), 509 Unteroffizieren und 1.022 Mannschaften. Üblicherweise befehligte ein Stabsoffizier im Rang eines Kaigun-taisa (Kapitän zur See) das Schiff.

### Liste der Kommandanten
| Nr. | Name                                     | Beginn der Amtszeit | Ende der Amtszeit  | Bemerkungen                                            |
| --- | ---------------------------------------- | ------------------- | ------------------ | ------------------------------------------------------ |
| -   | Kapitän zur See Miyamura Rekizo          | 1. November 1921    | 25. Juni 1922      | mit der Baubelehrung betraut                           |
| -   | Kapitän zur See Kobayashi Seizaburo      | 10. März 1927       | 1. Dezember 1927   | mit der Baubelehrung betraut                           |
| 1.  | Kapitän zur See Kawamura Giichirō        | 1. März 1928        | 1. Dezember 1930   | seit dem 1. Dezember 1927 mit der Baubelehrung betraut |
| 2.  | Kapitän zur See Uno Sekizō               | 1. Dezember 1930    | 1. Dezember 1931   |                                                        |
| 3.  | Kapitän zur See Ōnishi Jirō              | 1. Dezember 1931    | 15. November 1932  |                                                        |
| 4.  | Kapitän zur See Okada Shunichi           | 15. November 1932   | 28. November 1932  |                                                        |
| 5.  | Kapitän zur See Hara Gorō                | 28. November 1932   | 14. Februar 1933   |                                                        |
| 6.  | Kapitän zur See Nomura Naokuni           | 14. Februar 1933    | 15. November 1933  |                                                        |
| 7.  | Kapitän zur See Kondō Eijirō             | 15. November 1933   | 15. November 1934  |                                                        |
| 8.  | Kapitän zur See Mitsunami Teizō          | 15. November 1934   | 1. Dezember 1936   |                                                        |
| 9.  | Kapitän zur See Inagaki Ayao             | 1. Dezember 1936    | 1. Dezember 1937   |                                                        |
| 10. | Kapitän zur See Abe Katsuo               | 1. Dezember 1937    | 25. April 1938     |                                                        |
| 11. | Kapitän zur See/Konteradmiral Ōno Ichirō | 25. April 1938      | 15. Dezember 1938  |                                                        |
| 12. | Kapitän zur See Yoshitomi Setsuzō        | 15. Dezember 1938   | 15. November 1939  |                                                        |
| 13. | Kapitän zur See Kubo Kyūji               | 15. November 1939   | 15. Oktober 1940   |                                                        |
| 14. | Kapitän zur See Yamada Sadayoshi         | 15. Oktober 1940    | 15. September 1941 |                                                        |
| 15. | Kapitän zur See Okada Jisaku             | 15. September 1941  | 4. Juni 1942       |                                                        |

## Bemerkungen
1. ↑  "Verdrängung im Normalzustand" war bis 1923 eine interne Rechengröße der kaiserlichen Marine und beschreibt einen bestimmten Ladezustand, bei dem ein Schiff voll bemannt, ausgerüstet und seeklar ist, jedoch nur 75 % der Munition und 50 % der möglichen Frischwasservorräte trägt. Siehe dazu Garzke und Dulin Battleships. Axis and Neutral Battleships in World War II. S. 11.
2. ↑  "Standardverdrängung" gemäß dem Vertragswerk von Washington beschreibt einen bestimmten Ladezustand, bei dem ein Schiff voll bemannt, ausgerüstet und seeklar für einen Kriegseinsatz ist, abzüglich des Gewichts des Treibstoffs und des Gewichts der Vorräte an Reservekesselwasser. Siehe dazu Garzke und Dulin Battleships. Axis and Neutral Battleships in World War II. S. 5.
3. ↑  7. Dezember nach amerikanischer Zeitrechnung und 8. Dezember nach japanischer Zeitrechnung.